# Incidente de Huanggutun
O incidente de Huanggutun (chinês: 皇姑屯事件, pinyin: Huánggū Tún Shìjiàn), também conhecido como  Incidente da Explosão e Morte de Zhang Zuolin (張作霖爆殺事件, Chōsakurin bakusatsu jiken), foi o assassinato do senhor da guerra e então líder da Camarilha de Fengtian o Generalíssimo Zhang Zuolin perto de Shenyang em 4 de junho de 1928.
Zhang foi morto quando seu trem pessoal foi destruído por uma explosão na Estação Ferroviária de Huanggutun, planejada e cometida pelo Exército Kwantung do Exército Imperial Japonês. A morte de Zhang teve resultados indesejáveis para o Império do Japão, que esperava promover seus interesses na Manchúria no final da Era dos Senhores da Guerra, e o incidente foi ocultado como "Um Certo Incidente Importante na Manchúria" (満州某重大事件, Manshu bou judai jiken) no Japão. O incidente atrasou a invasão japonesa da Manchúria por vários anos, até o Incidente de Mukden em 1931.

## Antecedentes
Com o surgimento da Revolução Xinhai em 1911, a China fragmentou-se em uma descentralização espontânea, com líderes militares e autoridades locais assumindo o poder de forma independente do fraco governo central. No norte do país, o outrora poderoso Exército Beiyang dividiu-se em várias facções após a morte de Yuan Shikai, em 1916. Zhang Zuolin, líder da Camarilha de Fengtian, emergiu como um dos mais poderosos senhores da guerra, consolidando seu controle sobre a Manchúria, então composta por nove províncias.[carece de fontes?]
Na época da Primeira Frente Unida, em 1924, o apoio estrangeiro na China era geralmente dividido da seguinte forma:[carece de fontes?]
- Camarilha de Fengtian – Japão
- Clique Zhili – Europa e Estados Unidos
- Kuomintang – União Soviética

O apoio estrangeiro à Camarilha de Fengtian vinha do Japão, que, desde o fim da Guerra Russo-Japonesa, possuia interesses econômicos e políticos na região. O Japão buscava explorar os vastos recursos naturais, em grande parte inexplorados, da Manchúria. O Exército Japonês de Kwantung, estacionado no Território Arrendado de Kwantung, tinha a responsabilidade de proteger a Ferrovia do Sul da Manchúria, mantendo tropas na região e fornecendo apoio material e logístico à Camarilha de Fengtian. Inicialmente, essa cooperação trouxe benefícios mútuos. Zhang assegurou a proteção da ferrovia e dos interesses econômicos japoneses, combatendo o problema endêmico do banditismo na Manchúria e tornando mais fácil os significativos investimentos japoneses na região. O Exército Imperial Japonês auxiliou Zhang na Primeira e Segunda Guerra Zhili-Fengtian, incluindo a supressão da revolta anti-Fengtian pelo General Guo Songling, um importante líder da camarilha de Fengtian. No entanto, Zhang queria a ajuda do Japão apenas para consolidar e expandir seu território, mas o Japão previa uma futura ocupação conjunta da Manchúria com Zhang. Depois de atingir os seus objetivos, tentou melhorar as relações com os Estados Unidos e o Reino Unido, permitindo a ambos os países o acesso aberto ao comércio, ao investimento e às oportunidades económicas na Manchúria, que anteriormente havia somente permitido aos japoneses.
Essa mudança de política ocorreu em meio à grave crise econômica que o Japão enfrentava, desencadeada pelo grande terremoto de Kantō em 1923 e agravada por sucessivas depressões econômicas. A alteração gerou alarme e descontentamento entre a liderança do Exército de Kwantung. A situação tornou-se ainda mais delicada com o sucesso da Expedição do Norte, liderada por Chiang Kai-shek, do Exército Nacional Revolucionário, que derrotou sucessivamente Sun Chuanfang, Wu Peifu e outros senhores da guerra da Facção do Norte, além de desestabilizar o governo de Pequim controlado por Zhang Zuolin. Os nacionalistas pareciam prontos para restaurar seu domínio sobre a Manchúria, que ainda era oficialmente reivindicada como parte da República da China.[carece de fontes?]
Os nacionalistas, os comunistas e outros elementos da Expedição do Norte foram então apoiados pela União Soviética, que já havia instalado governos fantoches na vizinha Mongólia e em Tannu Tuva.[carece de fontes?]
Os japoneses achavam que a Manchúria cair sob domínio soviético ou nacionalista era estrategicamente inaceitável, e Zhang Zuolin não parecia mais confiável como um aliado capaz de manter uma Manchúria independente de facto. O Japão precisava de um contexto para estabelecer seu controle efetivo sobre a Manchúria sem combate ou intervenção estrangeira, e acreditava que dividir a camarilha de Fengtian pela substituição de Zhang por um líder mais cooperativo faria isso.

## Eventos

### Explosão

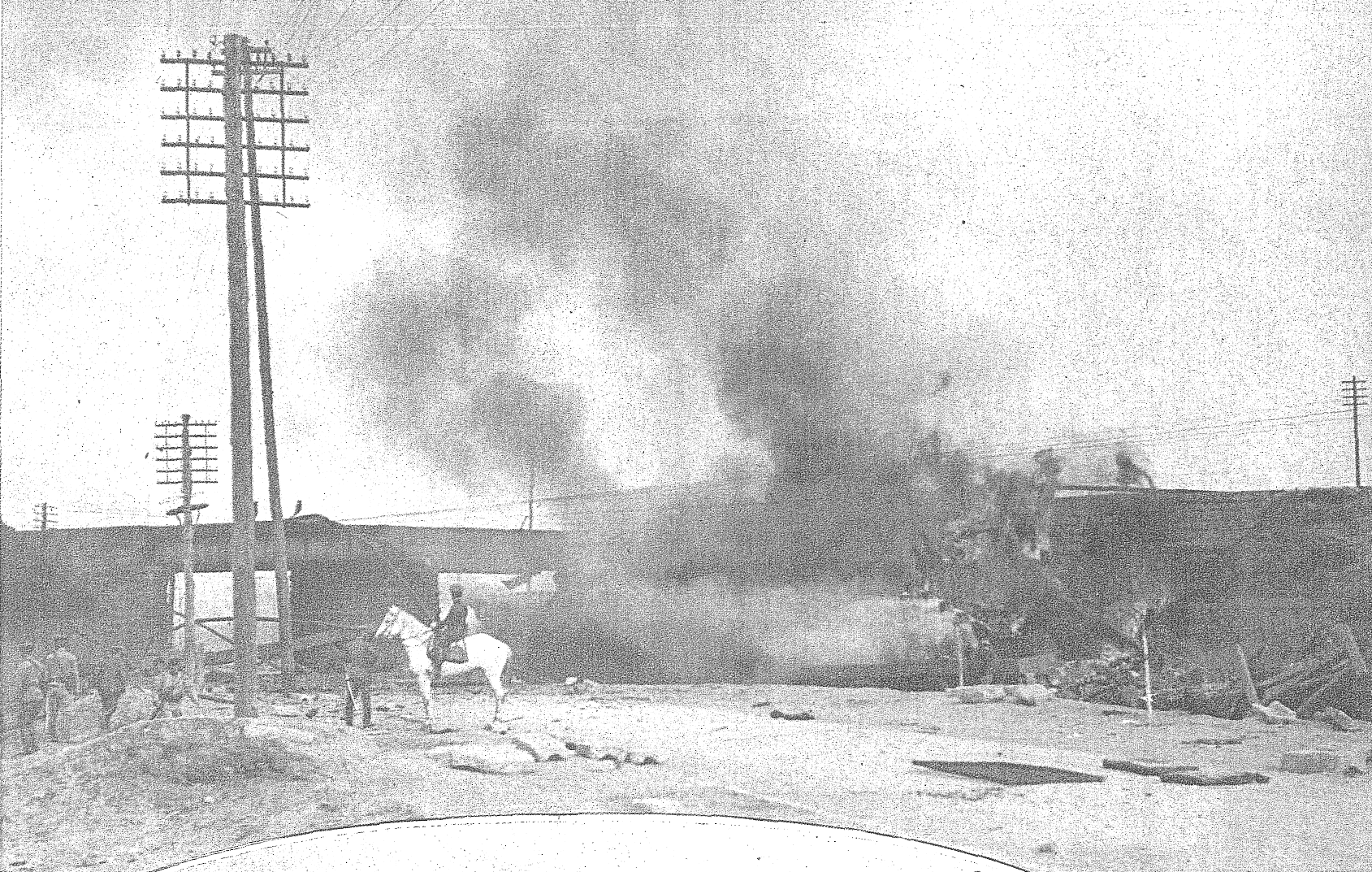
Assassinato de Zhang Zuolin, 4 de junho de 1928

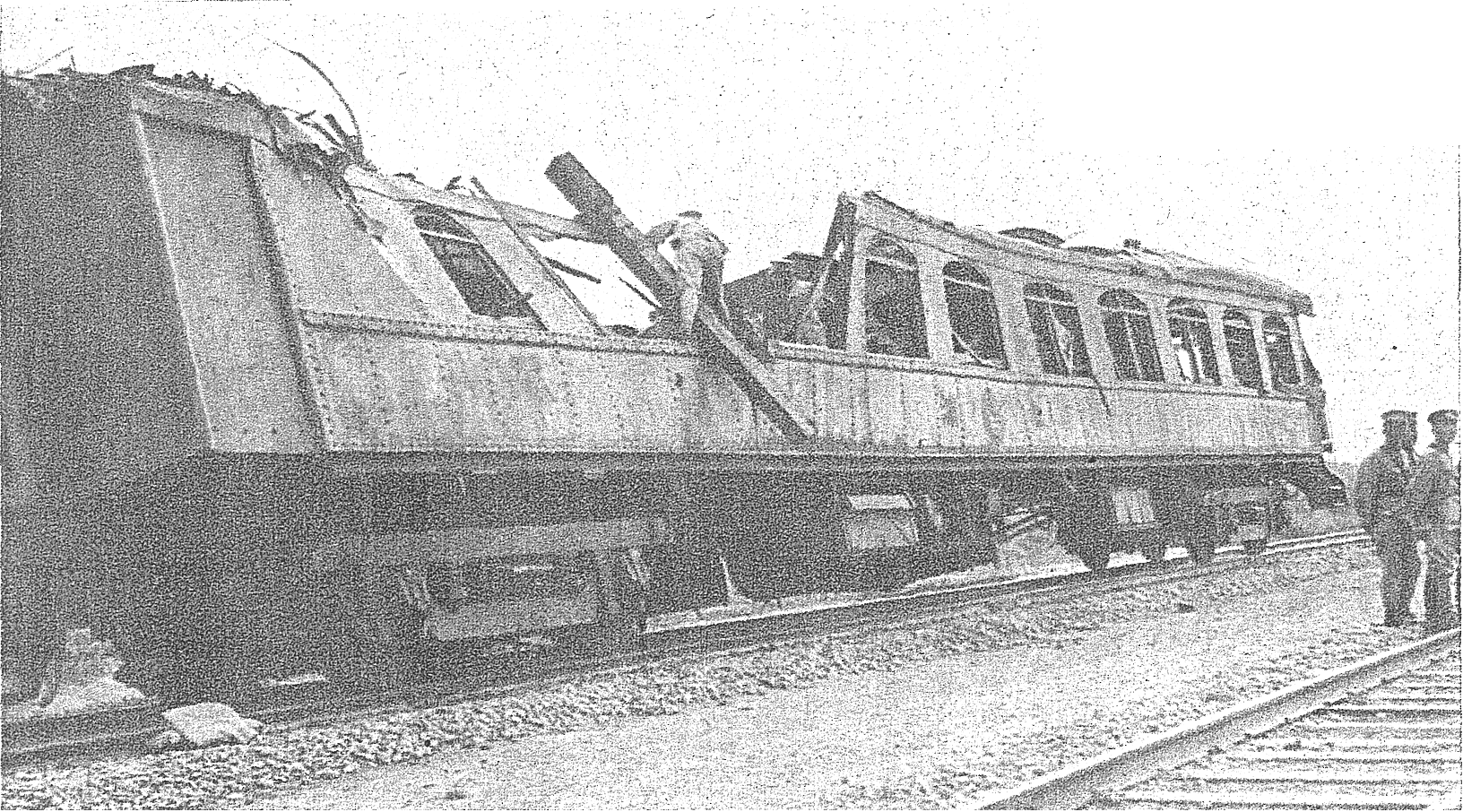
Destroços do trem de Zhang Zuolin

Zhang deixou Pequim para ir para Shenyang de trem na noite de 3 de junho de 1928. O trem viajou pela Ferrovia Jingfeng em uma rota fortemente patrulhada por suas próprias tropas. O único local ao longo da ferrovia que não estava sob o controle de Zhang era uma ponte vários quilômetros a leste da Estação Ferroviária de Huanggutun, nos arredores de Shenyang, onde a Ferrovia do Sul da Manchúria cruzava a Ferrovia Jingfeng por meio de uma ponte.[carece de fontes?]
O coronel Daisaku Kōmoto, um oficial subalterno do Exército de Kwantung, acreditava que o assassinato de Zhang seria a maneira mais rápida de instalar um novo líder mais receptivo às exigências japonesas e planejou uma operação sem ordens diretas de Tóquio. O especialista japonês em China, Tōichi Sasaki, afirmou que foi ele quem deu essa ideia a Kōmoto. O subordinado de Kōmoto, Capitão Kaneo Tōmiya, era o responsável por executar o plano. A bomba em si foi colocada na ponte pelo primeiro-tenente sapador Sadatoshi Fujii. Quando o trem de Zhang passou pela ponte às 5:23 Às 17h do dia 4 de junho, a bomba explodiu. Vários funcionários de Zhang, incluindo o governador da província de Heilongjiang, Wu Junsheng (吳俊升), foram mortos instantaneamente. Zhang foi mortalmente ferido e enviado de volta para sua casa em Shenyang onde viria a falecer algumas horas depois.[carece de fontes?]

### Consequências
Na época do assassinato, o Exército de Kwantung já estava preparando Yang Yuting, um general sênior da camarilha de Fengtian, para ser o sucessor de Zhang. No entanto, o assassinato aparentemente pegou até mesmo a liderança do Exército de Kwantung desprevenida, uma vez que as tropas não foram mobilizadas e o Exército de Kwantung não conseguiu tirar vantagem culpando os inimigos chineses de Zhang e usando o incidente como um casus belli para uma intervenção militar japonesa. Em vez disso, o incidente foi severamente condenado pela comunidade internacional e pelas autoridades militares e civis em Tóquio. O surgimento do filho de Zhang, Zhang Xueliang, como sucessor e líder da camarilha de Fengtian também foi uma surpresa.[carece de fontes?]

## Consequências
O jovem Zhang, para evitar qualquer conflito com o Japão e o caos que pudesse provocar uma resposta militar japonesa, não acusou diretamente o Japão de cumplicidade no assassinato de seu pai, ao contrário disso, executou discretamente uma política de reconciliação com o governo nacionalista de Chiang Kai-shek, o que o deixou como o governante reconhecido da Manchúria, em vez de Yang Yuting. O assassinato enfraqueceu consideravelmente a posição política do Japão na Manchúria.
Além disso, o assassinato, que foi conduzido por oficiais de baixa patente, não teve o consentimento prévio do Gabinete do Estado-Maior do Exército Imperial Japonês ou do governo civil. O Imperador Hirohito criticou duramente o evento e acabou por demitir o Primeiro-Ministro japonês Tanaka Giichi pela incapacidade de prender e processar os conspiradores do incidente, mas aceitou em privado o argumento militar de que fazê-lo seria desvantajoso para a política militar e externa do Japão.
Para atingir seus objetivos na Manchúria, o Exército de Kwantung foi forçado a esperar vários anos antes de criar outro incidente para justificar a invasão da Manchúria e o subsequente estabelecimento do estado fantoche de Manchukuo, sob Pu Yi, último imperador da dinastia Qing.[carece de fontes?]